# Bernard Lewis

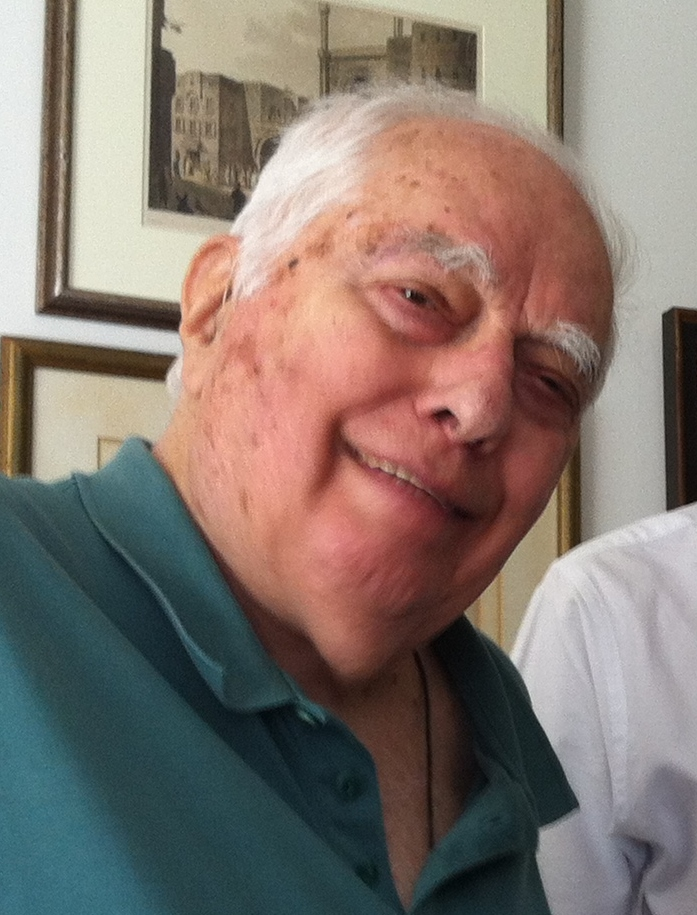
Bernard Lewis in 2012

Bernard Lewis (Stoke Newington, Londen, 31 mei 1916 – Voorhees Township, New Jersey, 19  mei 2018) was een Brits-Amerikaanse historicus, oriëntalist en politiek commentator. Hij liet zich in 1982 naturaliseren tot Amerikaans staatsburger.

## Carrière
In 1938 werd Lewis de eerste docent Arabische geschiedenis aan de prestigieuze School of Oriental and African Studies (SOAS) van de Universiteit van Londen, gespecialiseerd in de geschiedenis van de islam en de wisselwerking tussen de islam en het Westen, en vooral bekend in academische kringen vanwege zijn werk op het gebied van de geschiedenis van het Ottomaanse Rijk. Hij was van 1974 tot 1986 hoogleraar Midden-Oostenstudies aan de Princeton-universiteit en daarna tot 1990 aan de Cornell-universiteit. 

## Opvattingen
Over het algemeen werd de islam door Lewis kritisch benaderd. Zo veroorzaakte hij in 2004 enige controverse door in een kranteninterview te verklaren dat Europa tegen het einde van de eeuw islamitisch zal zijn en een deel van de Maghreb zal uitmaken. Dit alles ten gevolge van de demografische ontwikkeling en de massale immigratie van moslims naar Europa.
Lewis voerde ook een hevige polemiek met Edward Said, professor Engelse en vergelijkende letterkunde van de Columbia University in de VS en auteur van het controversiële boek Oriëntalism uit 1978. 
Bernard Lewis was van mening dat de Armeense Genocide juridisch en historisch niet valt onder de noemer 'genocide', maar meer het gevolg was van een bloedige burgeroorlog waarbij Armeense en Turkse Osmanen elkaar te lijf gingen. Volgens Lewis vielen aan beide kanten enkele honderdduizenden doden en was er van georganiseerde genocide geen sprake.
De eerste twee edities van Lewis' The Emergence of Modern Turkey (1961 en 1968) beschrijven de Armeense massamoorden van de Eerste Wereldoorlog als "de verschrikkelijke holocaust van 1915, toen anderhalf miljoen Armeniërs omkwamen". In latere edities is deze tekst veranderd naar: "de verschrikkelijke slachting van 1915, toen, volgens schattingen, meer dan een miljoen Armeniërs zijn omgekomen, evenals een onbekend aantal Turken"
De verandering in Lewis' beschrijving van de Armeense massamoorden en zijn ondertekening van de petitie tegen een resolutie om het te erkennen, was controversieel onder verschillende historici evenals journalisten, die suggereerde dat Lewis zich bezighield met historisch revisionisme om zijn eigen politieke en persoonlijke interesses te dienen.
Lewis' opvattingen over de Armeense genocide werden bekritiseerd door verschillende historici en sociologen, onder wie Alain Finkielkraut, Yves Ternon, Richard G. Hovannisian, Albert Memmi, en Pierre Vidal-Naquet. Stephen Zunes beschreef Lewis als een "beruchte genocide-ontkenner".
Charny vergelijkt de "logische structuren" die gebruikt worden door Lewis in zijn ontkenning van de genocide met die gebruikt door Ernst Nolte in zijn Holocaust negationisme.

## Boeken
- The Origins of Ismailism (1940)
- The Arabs in History (1950)
- The Emergence of Modern Turkey (1961)
- Istanbul and the Civilization of the Ottoman Empire (1963). (Ned. vert. Istanbul en de wereld van het Ottomaanse Rijk, 1992)
- The Assassins: A Radical Sect in Islam (1967)
- The Cambridge History of Islam (2 vols. 1970, revised 4 vols. 1978, editor with Peter Malcolm Holt and Ann K.S. Lambton)
- Islam: From the Prophet Muhammad to the capture of Constantinople (1974, editor)
- Race and Color in Islam (1979)
- Christians and Jews in the Ottoman Empire: The Functioning of a Plural Society (1982, editor with Benjamin Braude)
- The Muslim Discovery of Europe (1982)
- The Jews of Islam (1984)
- Semites and Anti-Semites (1986)
- History — Remembered, Recovered, Invented (1987)
- Islam from the Prophet Muhammad to the Capture of Constantinople (1987)
- The Political Language of Islam (1988)
- Race and Slavery in the Middle East: an Historical Enquiry (1990)
- Islam and the West (1993)
- Islam in History (1993)
- The Shaping of the Modern Middle East (1994)
- Cultures in Conflict (1994)
- The Middle East: A Brief History of the Last 2,000 Years (1995) (Ned. vert. Het Midden Oosten: 2000 jaar culturele en politieke geschiedenis, 1996)
- The Future of the Middle East, 1997
- The Multiple Identities of the Middle East, 1998
- Uno Sguardo dal Medioriente, Di Renzo Editore, Roma, 1999
- A Middle East Mosaic: Fragments of Life, Letters and History, 2000
- Music of a Distant Drum: Classical Arabic, Persian, Turkish, and Hebrew Poems, 2001
- The Muslim Discovery of Europe, 2001
- What Went Wrong?: The Clash Between Islam and Modernity in the Middle East, Weidenfeld & Nicolson, ISBN 0-297-82929-7, 2002 (Ned. vert. Wat is er misgegaan? De betrekkingen tussen het Westen en het Midden-Oosten. Arbeiderspers, 2002)
- The Crisis of Islam: Holy War and Unholy Terror, Weidenfeld & Nicolson, ISBN 0-297-64548-X, 2003 (Ned. vert. De crisis van de Islam: Jihad en de wortels van de woede. Het Spectrum, 2003)
- From Babel to Dragomans: Interpreting the Middle East, Weidenfeld & Nicolson, ISBN 0-297-84884-4, 2004
- Islam: The religion and the People, With Buntzie Ellis Churchill, FT Press, ISBN 0-132-23085-2 , 2008
- Faith and Power: Religion and Politics in the Middle East, Oxford University Press, ISBN 0-195-14421-X, 2010.
- The End of Modern History in the Middle East, Hoover Institution Press, ISBN 0-817-91294-0, 2011
- Notes on a Century: Reflections of a Middle East Historian, Viking Adult, ISBN 0-670-02353-1, 2012